# پرینستن (کانزاس)
پرینستن (به انگلیسی: Princeton) شهری در ایالت کانزاس کشور ایالات متحده آمریکا است که جمعیت آن در سرشماری سال ۲۰۱۰ میلادی، ۲۷۷ نفر بوده‌است.